# جيم بيلي
جيم بيلي (6 أبريل 1908 في المملكة المتحدة - 10 فبراير 1988 بساوثهامبتون في المملكة المتحدة)  (بالإنجليزية: Jim Bailey)‏ هو لاعب كريكت بريطاني (وحمل سابقاً جنسية المملكة المتحدة لبريطانيا العظمى وأيرلندا). لعب مع نادي مقاطعة هامبشاير للكريكت ‏ ونادي مارليبون للكريكت ‏.

## وصلات خارجية
- جيم بيلي على موقع إي آس بي آن كريك إنفو (الإنجليزية)